# Mekhi Phifer
Mekhi Thira Phifer (29 de dezembro de 1974) é um ator norte-americano, mais conhecido por interpretar o dr. Greg Pratt na série de televisão ER.

## Filmografia

### Filmes
| Ano  | Título                                | Personagem             |
| ---- | ------------------------------------- | ---------------------- |
| 1995 | Clockers                              | Ronald 'Strike' Dunham |
| 1996 | Girl 6                                | Ele mesmo              |
| 1996 | High School High                      | Griff McReynolds       |
| 1997 | Soul Food                             | Lem Van Adams          |
| 1998 | Hell's Kitchen                        | Johnny                 |
| 1998 | I Still Know What You Did Last Summer | Tyrell Martin          |
| 1999 | Uninvited Guest                       | Silk                   |
| 2000 | Shaft                                 | Trey Howard            |
| 2001 | O                                     | Odin "O" James         |
| 2002 | 8 Mile                                | David "Future" Porter  |
| 2002 | Paid in Full                          | Mitch                  |
| 2002 | Impostor                              | Cale                   |
| 2003 | Honey                                 | Chaz                   |
| 2004 | Dawn of the Dead                      | Andre                  |
| 2005 | Slow Burn                             | Isaac Duperde          |
| 2006 | Puff, Puff, Pass                      | Big Daddy              |
| 2007 | This Christmas                        | Gerald                 |
| 2008 | Nora's Hair Salon 2: A Cut Above      | Dr. Terry              |
| 2009 | A Day in the Life                     | King Khi               |
| 2011 | Flypaper                              | Darrien                |
| 2012 | The Love Section                      | James Johnson          |
| 2013 | The Suspect                           | The Suspect            |
| 2014 | Divergent                             | Max                    |
| 2015 | The Divergent Series: Insurgent       | Max                    |
| 2016 | Pandemic                              | Gunner                 |
| 2016 | The Divergent Series: Allegiant       | Max                    |
| 2017 | Chocolate City: Vegas Strip           | Best Valentine         |
| 2018 | A Talent for Trouble                  | Mekhi Phifer           |
| 2018 | Canal Street                          | A.J Canton             |
| 2019 | Obsession                             | Sonny                  |

### Televisão
| Ano       | Título                                    | Personagem                          |
| --------- | ----------------------------------------- | ----------------------------------- |
| 1995      | Models Inc.                               | Modelo #2                           |
| 1995      | The Tuskegee Airmen                       | Lewis Johns                         |
| 1995–1996 | New York Undercover                       | Dion Broat and Sekou                |
| 1996–1998 | Homicide: Life on the Street              | Nathaniel Lee "Junior Bunk" Mahoney |
| 1997      | SUBWAYStories: Tales from the Underground | Homem em Hallway                    |
| 1999      | A Lesson Before Dying                     | Jefferson                           |
| 2001      | Carmen: A Hip Hopera                      | Derek Hill                          |
| 2001      | Brian's Song                              | Gale Sayers                         |
| 2002–2008 | ER                                        | Gregory Pratt                       |
| 2004      | Punk'd                                    | Ele mesmo                           |
| 2005      | Curb Your Enthusiasm                      | Omar Jones                          |
| 2008      | The Black Poker Stars Invitational        | Ele mesmo                           |
| 2009–2011 | Lie to Me                                 | Ben Reynolds                        |
| 2011      | Last Man Standing                         | Jeremy Davis                        |
| 2011      | Torchwood                                 | Agent Rex Matheson                  |
| 2012      | Psych                                     | Drake                               |
| 2012      | White Collar                              | Kyle Collins                        |
| 2012      | Husbands                                  | Mark                                |
| 2014      | House of Lies                             | Dre Collins                         |
| 2014      | A Day Late and a Dollar Short             | Lewis                               |
| 2015      | Key & Peele                               | Cousin                              |
| 2016      | Roots                                     | Jerusalem                           |
| 2016      | Secret City                               | EUA Embaixador                      |
| 2016–2017 | Frequency                                 | Satch Reyna                         |
| 2017      | Match Game                                | Ele mesmo                           |
| 2018      | Chicago P.D.                              | Joe Baker                           |
| 2018      | The Bobby Brown Story                     | Tommy Brown                         |
| 2019      | Truth Be Told                             | Markus Knox                         |
| 2020      | Love, Victor                              | Harold Brooks                       |

### Videos musicais
- "Many Men (Wish Death)" by 50 Cent
- "The Boy Is Mine" by Brandy and Monica
- "Don't Let Go" by En Vogue
- "Nobody" by Keith Sweat featuring Athena Cage
- "Flava in Ya Ear" by Craig Mack
- "BOOM" by Royce da 5'9"
- "Wu Wear" by Wu-Tang Clan
- "Just Lose It" by Eminem
- "Lose Yourself" by Eminem
- "So Many Ways" by The Braxtons
- "Without Me" by Eminem